# Rezervația Rădița - Mânzu
Rădița - Mâmzu este o arie naturală protejată de interes național ce corespunde categoriei a IV-a IUCN (rezervație naturală de tip mixt), situată în județul Vâlcea, pe teritoriul administrativ al orașului Băile Olănești.

## Localizare
Rezervația naturală se află în Munții Căpățânii, grupă  ce aparține lanțului montan Șureanu-Parâng-Lotrului, la o altitudine cuprinsă între 650 și 950 m, în bazinul superior al râului Olănești, în partea central-nordică a județului Vâlcea.

## Descriere
Rezervația Rădița - Mânzu cu o suprafață de 10 hectare, declarată arie protejată prin Legea Nr.5 din 6 martie 2000 (privind aprobarea Planului de amenajare a teritoriului național - Secțiunea a III-a - zone protejate),  este inclusă în Parcul Național Buila-Vânturarița și reprezintă o zonă cu un relief diversificat, cu pajiști, păduri, văi, cascade, luminișuri; ce adăpostește specii de plante și elemente faunistice specifice Meridionalilor.

## Floră și faună

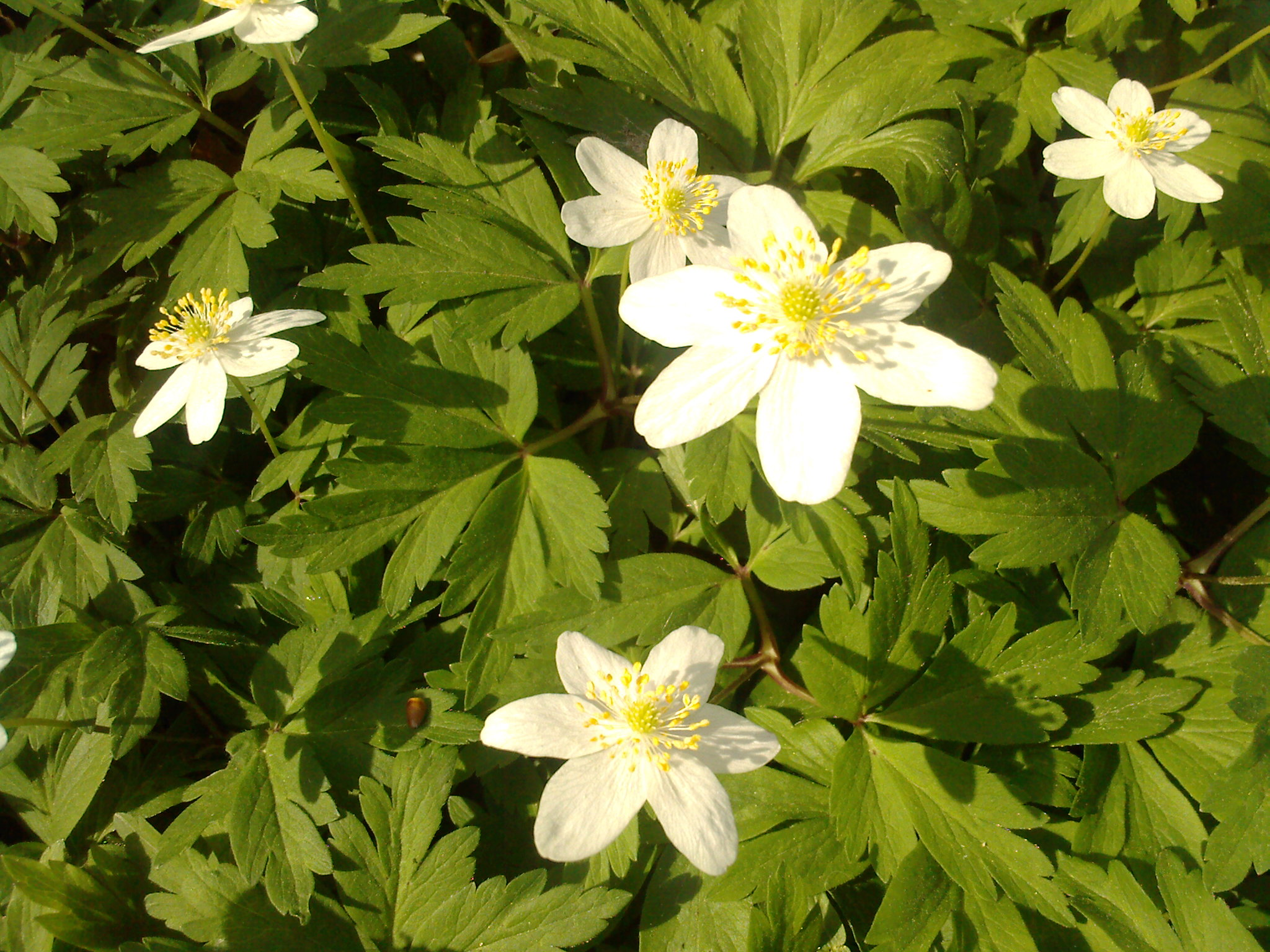
Păștiță (Anemone nemorosa)

### Floră
Flora rezervației este constituită din vegetație arboricolă (cu specii de foioase: fag, tei, mesteacăn), arbusti și dintr-o mare varietate de plante erbacee.
La nivelul ierburilor sunt întâlnite mai multe specii, printre care: floarea-reginei (Leontopodium alpinum Cass), tulichină (Daphne mezereum), didiței (Pulsatilla montana), curechi de munte (Ligularia sibirica), ciucușoară de munte (Alyssum repens), cimbrișor (din specia Thymus comosus), lăptișor (Androsace chamaejasme), tămâiță (Daphne cneorum), ghințură (Gentiana verna), clopoțel de munte (din specia Campanula serrata), iederă albă (Daphne blagayana), limba cucului (Botrychium lunaria), arnică (Arnica montana), păștiță (Anemone nemorosa), floarea paștilor (Anemone ranunculoides), brândușă de toamnă (Colchicum autumnale), brândușa de munte (Crocus vernus) sau ștevie de munte (Astrantia major).

### Faună

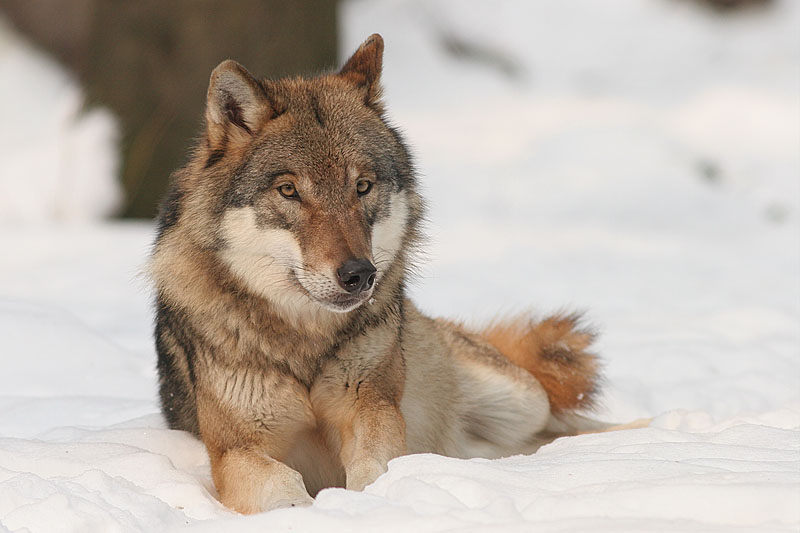
Lup cenușiu (Canis lupus)

Fauna este reprezentată de mai multe specii de:
- mamifere: urs brun (Ursus arctos), cerb (Cervus elaphus), căprioară (Capreolus capreolus), lup cenușiu (Canis lupus), mistreț (Sus scrofa), jder de copac (Martes martes), râs eurasiatic (Lynx lynx), vulpe (Vulpes vulpes crucigera), veveriță roșcată (Sciurus vulgaris);
- păsări: presură de munte (Emberiza  cia), gaia roșie (Milvus milvus), cocoș de munte (Tetrao urogallus), acvilă țipătoare mică (Aquila pomarina), pietrarul cu creastă albă (Oenanthe leucopyga), fluturașul de stâncă (Tichodroma muraria), șorecarul comun (Buteo buteo), mierla de pârâu (Cindus cindus aquaticus), lăstunul mare (Apus apus), pupăză (Upupa apops), fâsă de pădure (Anthus spinoletta);
- reptile, amfibieni și broaște

## Căi de acces
- Drumul național (DN64A) Râmnicu Vâlcea - Vlădești - Valea Cheii - Olănești, de aici se urcă în amonte valea Olăneștilor până la confluența acestuia cu pârâul Câinelui, apoi, urmând drumul forestier se ajunge în rezervație.

## Obiective turistice aflate în vecinătate

### Lăcașuri de cult
Biserica de lemn cu hramul „Sfântul Pantelimon” din orașul Băile Olănești, construcție 1752, monument istoric. Biserica a fost stămutată din satul Albac în anul 1907
Biserica „Sf. Nicolae” din satul Olănești, clădire (monument istoric) construită în anul 1718 și pictată de cunoscutul zugrav de biserici Ilie Teiușanul. Lăcașul de cult păstrează picturile murale originale.
Biserica „Sf. Voievozi” din Olănești, construcție 1820, monument istoric
Schitul Iezer din satul Cheia, unul din cele mai izolate așezăminte monahale din județul Vâlcea, monument istoric datat în secolul al XV-lea
Schitul Bradu din satul Gurguiata, in incinta căruia se află biserica de zid cu hramul „Sf. Ioan Botezătorul” ridicată în anul 1784, clădire monument istoric

### Arii protejate

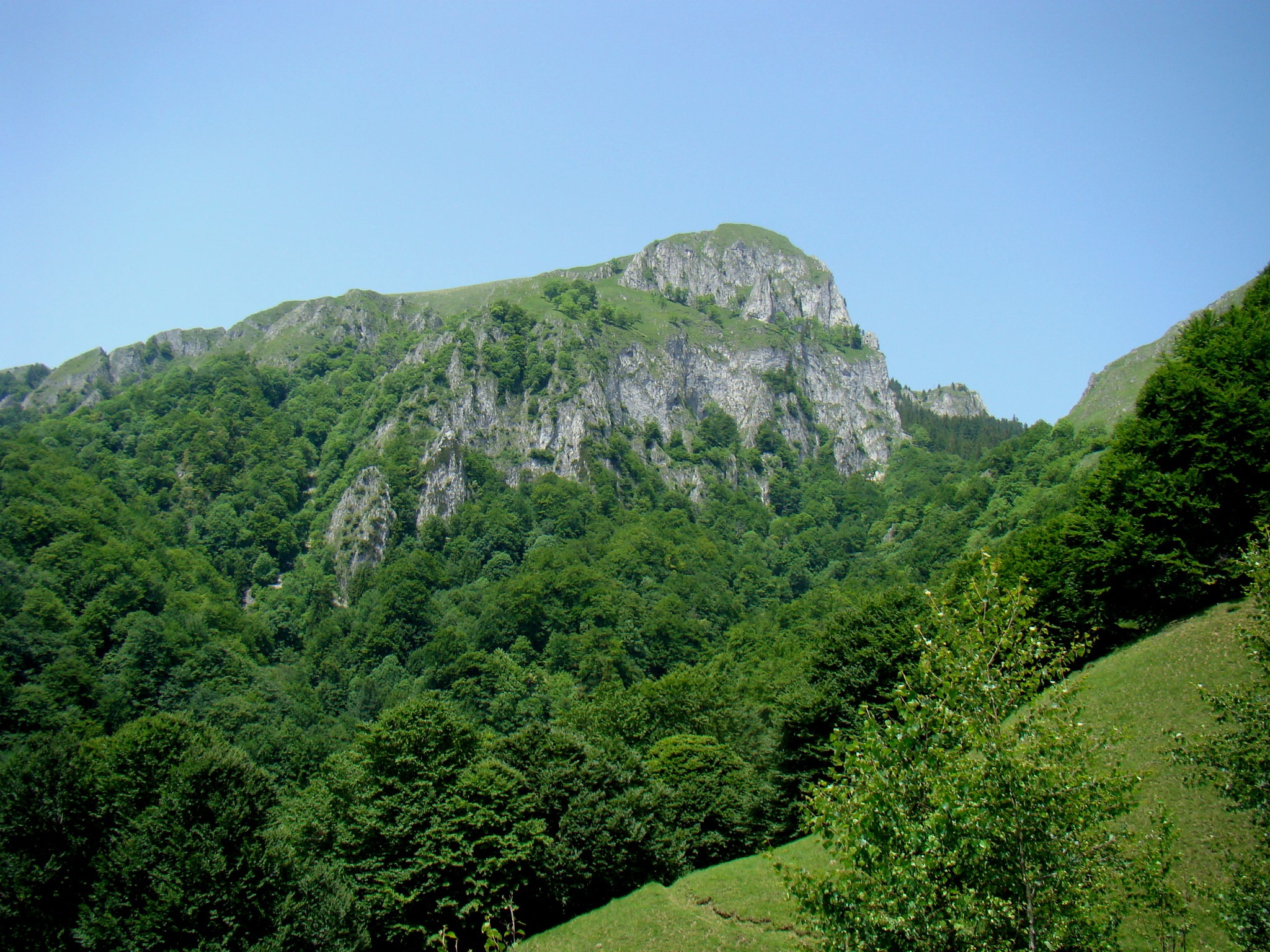
Imagine din Parcul Național Buila-Vânturarița

Parcul Național Buila-Vânturarița ce include mai multe arii protejate:
- Peștera Arnăuților, Peștera Caprelor, Peștera Clopot, Peștera cu Lac, Peștera cu Perle, Peștera Munteanu - Murgoci, Peștera Liliecilor, Peștera Pagodelor, Peștera Valea Bistrița, Peștera Rac

- Pădurea Valea Cheii, rezervație naturală de tip mixt

- Muntele Stogu, rezervație naturală de interes național aflată pe teritoriul administrativ al orașului Băile Olănești, cu importanță geologică, faunistică, floristică și peisagistică

## Galerie de imagini

### Specii floristice

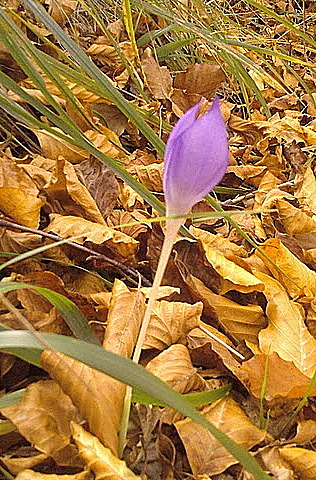
Brânduşă de toamnă
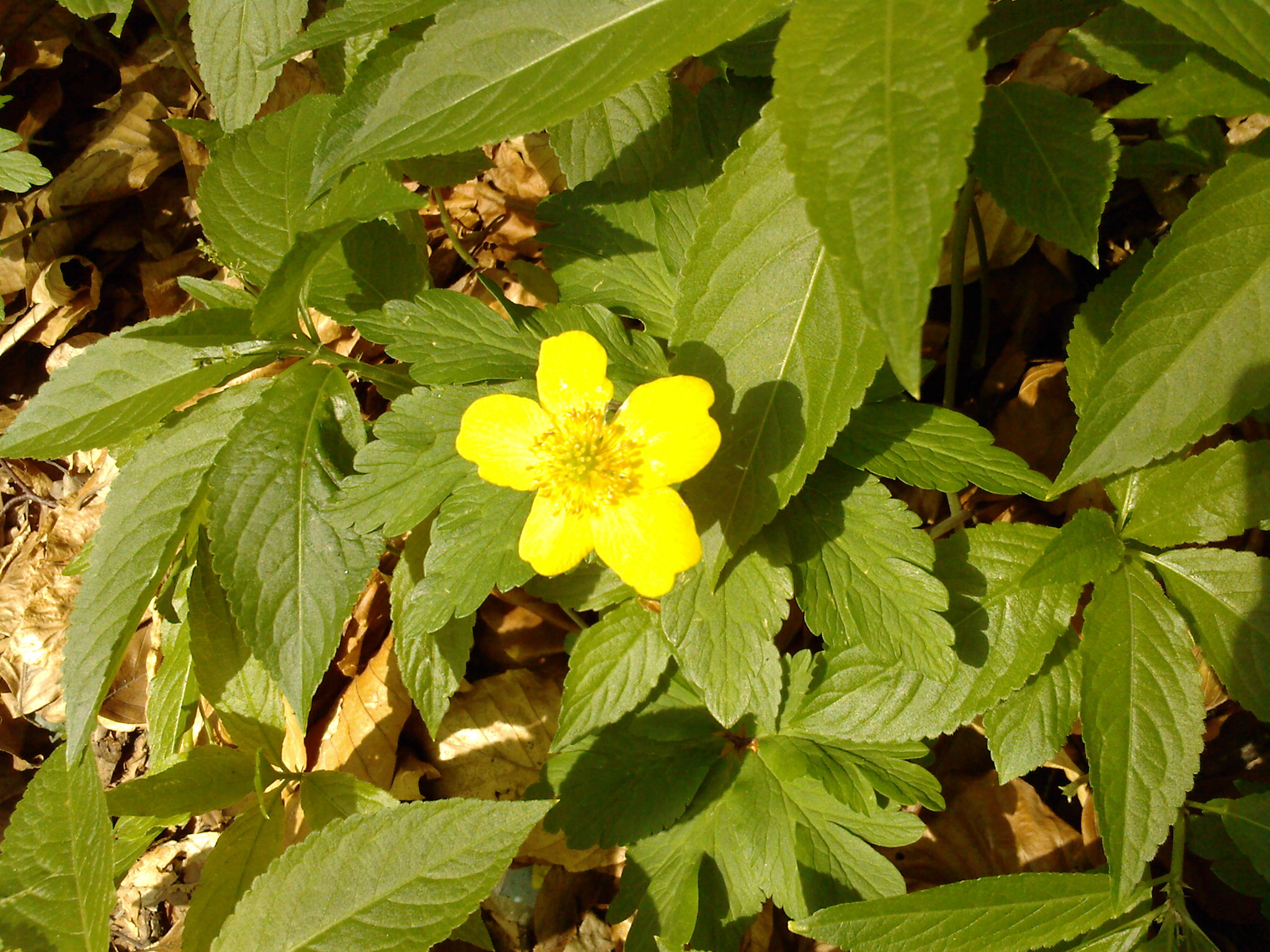
Floarea paştilor
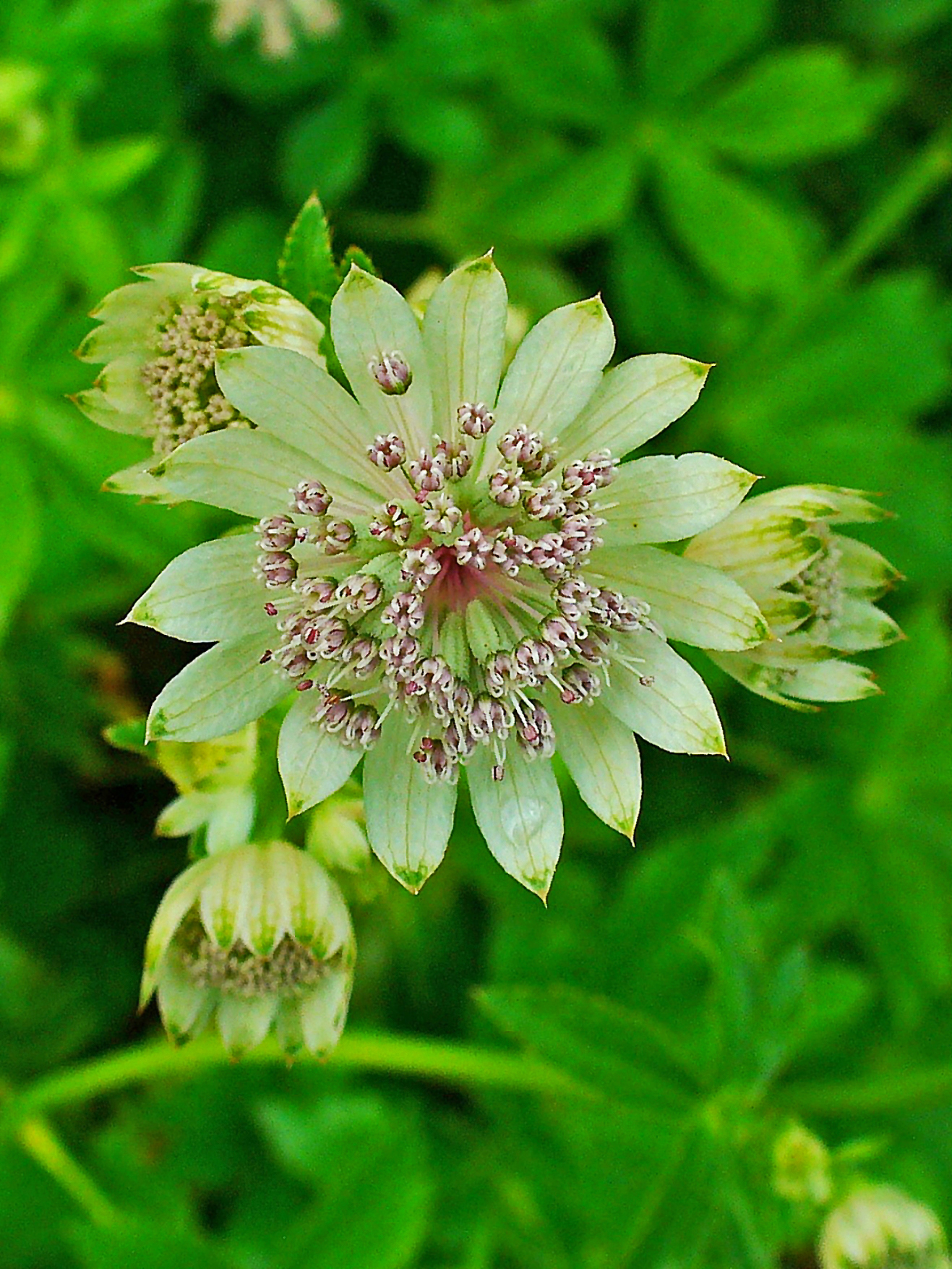
Ştevie de munte

### Specii faunistice

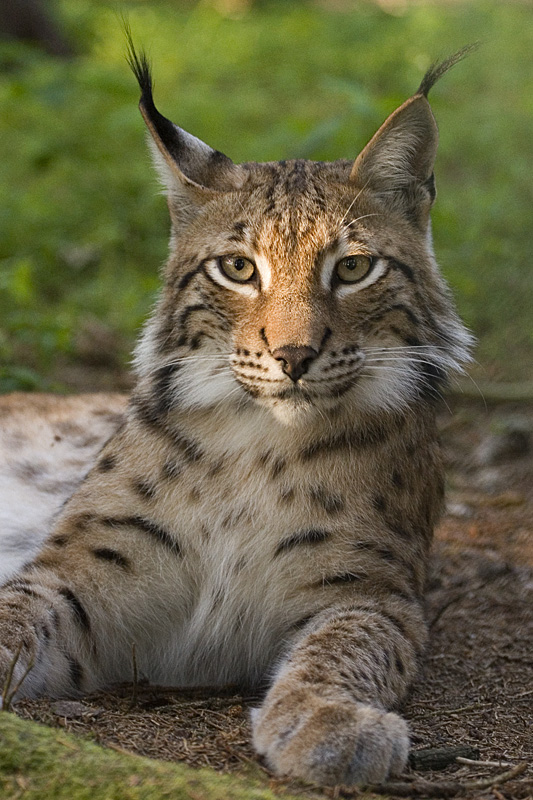
Râs
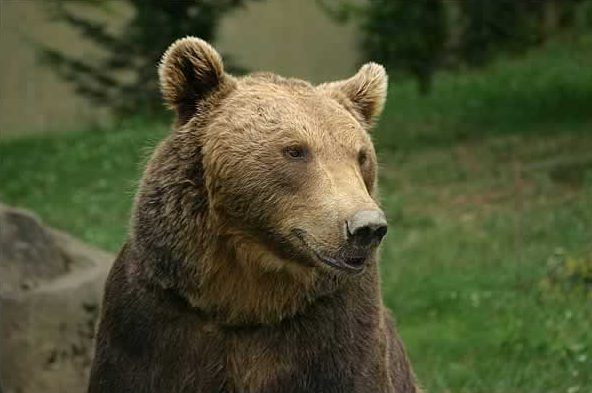
Urs brun
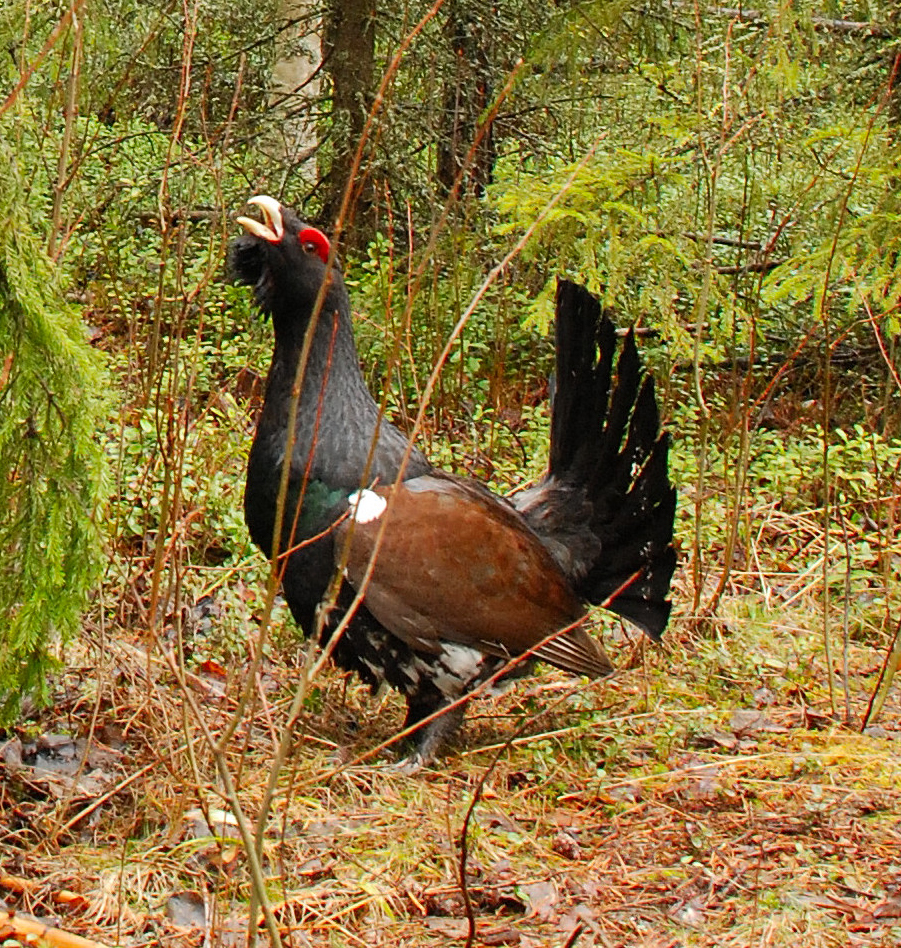
Cocoş de munte